# Gruppo dei Tirannicidi
Il gruppo dei Tirannicidi è un gruppo scultoreo raffigurante Armodio e Aristogitone, realizzato da Crizio e Nesiote; è la prima statua del mondo greco che raffigura personaggi e fatti storici. È considerato il punto di passaggio tra il periodo arcaico e lo stile severo.

## Storia
Dopo lo stabilirsi della democrazia in Atene, allo scultore Antenore fu commissionato un gruppo scultoreo dei Tirannicidi che fu eretto nell'Agorà. Questo gruppo fu trafugato dai Persiani durante l'occupazione di Atene nel 480 a.C. e restituito agli ateniesi da Alessandro Magno (secondo lo storico Arriano) o da Seleuco I Nicatore (secondo lo scrittore romano Valerio Massimo). Nel frattempo, comunque, i cittadini attici avevano commissionato nuove statue a Crizio e Nesiote che furono erette nel 477 a.C. circa.
Entrambi i gruppi di statue sono andati perduti, ma le opere più tarde furono oggetto di copia in epoca ellenistica e romana. Una di queste copie, databile al II secolo d.C., è oggi esposta al Museo Archeologico di Napoli. 

## Descrizione
Essa mostra ritratti idealizzati dei due eroi: un Armodio nudo e sbarbato con un fisico molto più adulto di quello che avrebbe potuto avere, che spinge in avanti una spada col suo braccio destro alzato e ne tiene un'altra nella mano sinistra; anche Aristogitone, rappresentato con la barba, brandisce due spade ed ha una clamide poggiata sulla spalla sinistra. Delle quattro spade si sono salvate solo le else e la testa originale di Aristogitone è andata perduta, sostituita da un'altra che non si armonizza nell'insieme. Un altro tributo ai Tirannicidi era un inno cantato come canzone conviviale (skolion) nei simposi, scritti da Callistrato, un poeta ateniese.
La storia di Armodio e Aristogitone continuò ad essere citata come esempio ammirevole di eroismo e devozione per molti anni. Il fatto che le statue dei Liberatori venissero ancora copiate al tempo dei Romani dimostra la durevolezza della loro leggenda.
Tale gruppo statuario può essere interpretato come monumento politico ed immagine esemplare per la comunità democratica di Atene e come modello sociale ed antropologico di una coppia omosessuale.
I Tirannicidi segnano una profonda trasformazione nel concetto della nudità virile. Fino a quel momento il nudo era infatti utilizzato solo per le raffigurazioni divine, statue funerarie o rappresentazioni votive o atletiche, mentre in quest'opera lo vediamo finalizzato alla rappresentazione di due uomini politici. Questo probabilmente a causa delle esigenze narrative dell'autore che attraverso questo capolavoro voleva indicare la lotta tra tirannide e democrazia, il vero protagonista dell'opera.